# Playa de Los Molinos de Barcia
La pequeña playa de Los Molinos de Barcia está situada en el occidente del Principado de Asturias (España), en el concejo de Valdés y pertenece a la localidad de Barcia, dentro de la Costa Occidental de Asturias y enmarcada en el Paisaje Protegido de la Costa Occidental de Asturias.

## Descripción
El nombre lo recibe porque a unos doscientos metros de ella hay unos molinos antiguos, que utilizaban como fuerza motriz el agua del arroyo Ricante, que desemboca en la playa.
La playa tiene forma rectilínea, una longitud de unos 200 m y una anchura media de unos 15-20 m. Su entorno es rural, con un grado de urbanización medio y una peligrosidad baja. El acceso peatonal es de unos quinientos m de longitud de fácil recorrido. El lecho es de cantos rodados y arena de grano oscuro y grueso. Su grado de utilización es escaso.
Para acceder a la playa hay que localizar las poblaciones cercanas de Barcia, Caroyas y Leiján, saliendo de Caroyas por su extremo oeste por una carretera que va en dirección al mar durante 1,5 km. Se llega a un acceso muy bien remodelado y a partir de este lugar se desciende hacia la playa por un buen y sencillo camino de otros 1,5 km. Hay una segunda alternativa de acceso desde el pueblo de Leiján que, si bien es más largo, es mucho más vistoso que el anterior.
Hay una desembocadura fluvial (la del arroyo Ricante), carece de servicios a bañistas y las actividades más recomendadas son la pesca submarina y la deportiva con caña. Como el lecho de la playa tiene muy poca pendiente, con bastante grado de horizontalidad, se recomienda extremar las precauciones si se entra en la mar pues las olas hacen un barrido fuerte de la playa que puede provocar caídas sobre la roca.